# Panni (keresztnév)
A Panni női név, az Anna beceneve, abból önállósult név. 

## Rokon nevek
Anda, Anélia, Anéta, Anett, Anetta, Anica, Anika, Anikó, Anilla, Anina, Anita, Anka, Anna, Annabell, Annabella, Annaliza, Annamari, Annamária, Annarita, Annavera, Anni, Hanna, Hanka, Kisanna, Nanett, Nanetta, Netta, Netti, Nina, Ninell, Ninetta, Ninon, Panka, Panna, Kisó

## Gyakorisága
Az újszülötteknek adott nevek körében az 1990-es években szórványosan fordult elő. A 2000-es és a 2010-es években sem szerepelt a 100 leggyakrabban adott női név között.
A teljes népességre vonatkozóan a Panni sem a 2000-es, sem a 2010-es években nem szerepelt a 100 leggyakrabban viselt női név között.

## Névnapok
július 26.

## Híres Pannik
- Epres Panni, modell, Benedek Tibor vízilabdázó felesége
- Néder Panni, színházrendező
- Pöttyös Panni, Szepes Mária mesealakja